# Eduard Wagner
Eduard Wagner (Kirchenlamitz, 1º aprile 1894 – Zossen, 23 luglio 1944) è stato un generale tedesco.

## Biografia
Wagner nacque a Kirchenlamitz, in Baviera. Dopo il servizio militare nella prima guerra mondiale, divenne membro della Reichswehr. Nella seconda guerra mondiale, prestò servizio come Quartiermastro generale tra il 1941 e il 1944, venendo promosso generale d'artiglieria il 1º agosto 1943. Il suo incarico era di enorme importanza all'interno della Wehrmacht, essendo egli incaricato di tutto l'aspetto organizzativo riguardo equipaggiamento, vettovagliamento e armamento, dell'esercito combattente, il feldheer.
Nel maggio 1941, elaborò con Reinhard Heydrich il regolamento che assicurava la cooperazione dell'esercito e dell'Einsatzgruppen nell'uccisione degli ebrei sovietici. Sul fronte orientale, ebbe il compito di garantire l'adeguatezza dell'abbigliamento invernale fornito alle forze tedesche; il 27 novembre 1941, affermò: "Siamo alla fine delle nostre risorse, sia di personale sia di materiale. Stiamo per confrontarci con i pericoli del pieno inverno. "
Alla fine di febbraio 1943, Otto Bräutigam del ministero del Reich per i territori orientali occupati ebbe la possibilità di leggere una relazione personale di Wagner su una discussione avuta con Heinrich Himmler, in cui Himmler aveva espresso l'intenzione di uccidere circa l'80% della popolazione di Francia e Inghilterra dopo la vittoria tedesca.
Wagner era un cospiratore contro Adolf Hitler; partecipò infatti all'attentato del 20 luglio 1944: dispose l'aereo che portò Stauffenberg da Rastenburg a Berlino.
Dopo il fallimento del colpo di Stato, temendo il suo imminente arresto da parte della Gestapo, si suicidò sparandosi alla testa, a mezzogiorno del 23 luglio 1944.